# 마이노르 피게로아
마이노르 알렉시스 피게로아 로체스(스페인어: Maynor Alexis Figueroa Róchez, 1983년 5월 2일 ~ )는 온두라스 태생의 전 축구 선수로 현역 시절 포지션은 센터백, 레프트 백이었다.

## 같이 보기
- A매치 100경기 이상 출전한 축구 선수 명단